# (20549) 1999 RH110
A (20549) 1999 RH110 a Naprendszer kisbolygóövében található aszteroida. A LINEAR projekt keretében fedezték fel 1999. szeptember 8-án.